# Monte Dana
Mount Dana es una montaña en el estado estadounidense de California. Su cumbre marca el límite oriental del parque nacional de Yosemite y el límite occidental del Área Salvaje de Ansel Adams. Con una altura de 13 061 pies (3981 m), es la segunda montaña más alta de Yosemite (después del monte Lyell) y la cumbre más septentrional de la Sierra Nevada. La montaña recibe su nombre en honor a James Dwight Dana, quien fue profesor de historia natural y geología en Yale . La cara norte del monte Dana incluye un pequeño glaciar en retroceso conocido como el glaciar Dana. Desde la cima se pueden ver lagos a lo largo de Dana Meadows, Mono Lake, Tioga Peak y muchas otras montañas de la zona.

## Senderismo
Desde Tioga Pass Road hay muchas rutas fáciles disponibles que conducen a la cumbre por las laderas oeste o sur de la montaña. Estas rutas se elevan 3108 pies (947 m) en un recorrido de 2,9 millas (4,7 km), una inclinación media del 20,3 %.
El Mount Dana es conocido por sus repentinas tormentas eléctricas que hacen las rocas resbaladizas y que las caminatas sean peligrosas durante todo el año. Incluso los excursionistas experimentados pueden enfrentar el mal de montaña debido a la gran elevación .